# Strandella pargongensis
Strandella pargongensis là một loài nhện trong họ Linyphiidae.
Loài này thuộc chi Strandella. Strandella pargongensis được Kap Yong Paik miêu tả năm 1965.